# Mike Thorne
Mike Thorne (* 1948 Sunderland) je britský hudební producent. Od svých deseti let se učil hrát na klavír a koncem šedesátých let začal pracoval v nahrávacím studiu v Londýně a účastnil se nahrávání skupin jako například Deep Purple. Později začal pracovat jako hudební publicista a o několik let později začal pracovat jako hudební producent. V roce 1981 produkoval album Honi Soit velšského hudebníka Johna Calea. Spolupracoval s mnoha dalšími hudebníky, mezi které patří Marc Almond, Nina Hagen, Laurie Anderson nebo skupiny Blur, Soft Machine a Téléphone.